# Samuel Constantinus Snellen von Vollenhoven
Samuel Constantinus Snellen van Vollenhoven (Rotterdam, 1816. október 18.  – Hága, 1880. március 22.) holland entomológus. Zoológiai szakmunkákban nevének rövidítése: „Snellen von Vollenhoven”. Nem tévesztendő össze Pieter Cornelius Tobias Snellennel, aki szintén rotterdami entomológus volt.
Snellen van Vollenhoven a leideni természettudományi múzeum rovartani gyűjteményének kezelője volt 1854-től 1873-ig, amikor is egészségügyi problémái miatt nyugdíjba vonult. 1857-ben rovartani folyóiratot alapított Tijdschrift voor Entomologie címmel, amely a rendszerező és evolúciós entomológiát képviselte, kiadója pedig a Holland Rovartani Társaság volt, amelyben egyébként Snellen van Vollenhoven az alapítástól fogva tagságot viselt. 9 rovarnemzetség és 471 faj tudományos leírója volt. Ő állította össze, Frederik Maurits van der Wulppal közösen Hollandia első fajlistáját az országban előforduló kétszárnyúakról.

## Fordítás
- Ez a szócikk részben vagy egészben  a   Samuel Constantinus Snellen von Vollenhoven című angol Wikipédia-szócikk fordításán alapul.  Az eredeti cikk szerkesztőit annak laptörténete sorolja fel. Ez a jelzés csupán a megfogalmazás eredetét és a szerzői jogokat jelzi, nem szolgál a cikkben szereplő információk forrásmegjelöléseként.